# Sankt Peter-Pagig
Sankt Peter-Pagig (literalmente San Pedro-Pagig) era una comuna suiza del cantón de los Grisones.  Había sido el resultado de la fusión el 1 de enero de 2008 de las comunas de Sankt Peter con Pagig. El 1 de enero de 2013 se fusionó en la comuna de Arosa junto con las antiguas comunas de Calfreisen, Castiel, Langwies, Lüen, Molinis y Peist.